# Lípa řapíkatá
Lípa řapíkatá (Tilia petiolaris) je strom dorůstající výšek 20-30 m. Letorosty a pupeny jsou plstnaté. Strom je nápadný svými převislými větvemi. Čepel listů je svrchu tmavě zelená, zespodu nápadně plstnatá hvězdovitými trichomy. Řapíky listů jsou zpravidla delší než polovina čepele, někdy i stejně dlouhé jako čepel. Plody jsou stlačeně kulovité nebo diskovité, dřevnaté, plstnaté.

## Synonyma
- Tilia tomentosa var. petiolaris Kirchner et Petzold et Kirchner

## Rozšíření
Lípa řapíkatá je blízce příbuzný druh lípě stříbrné a jejich taxonomické postavení a rozšíření není zřejmě zcela objasněno. Lípa řapíkatá roste v jihovýchodní Evropě na Balkánském poloostrově na sever po Maďarsko a západní Ukrajinu, v Malé Asii a Sýrii. V České republice je jen pěstovaná v parcích a arboretech.